# حجل رولز
حجل رولز (الإسم العلمي:Arborophila rolli)، هو نوع من الطيور يتبع جنس حجلان التلال من أسرة الحجلاوات ضمن فصيلة التدرجية من رتبة الدجاجيات.